# Heterusia caesarica
Heterusia caesarica là một loài bướm đêm trong họ Geometridae.